# Buigny-Saint-Maclou
Buigny-Saint-Maclou é uma comuna francesa na região administrativa de Altos da França, no departamento de Somme. Estende-se por uma área de 7,3 km². Em 2010 a comuna tinha 531 habitantes (densidade: 72,7 hab./km²).

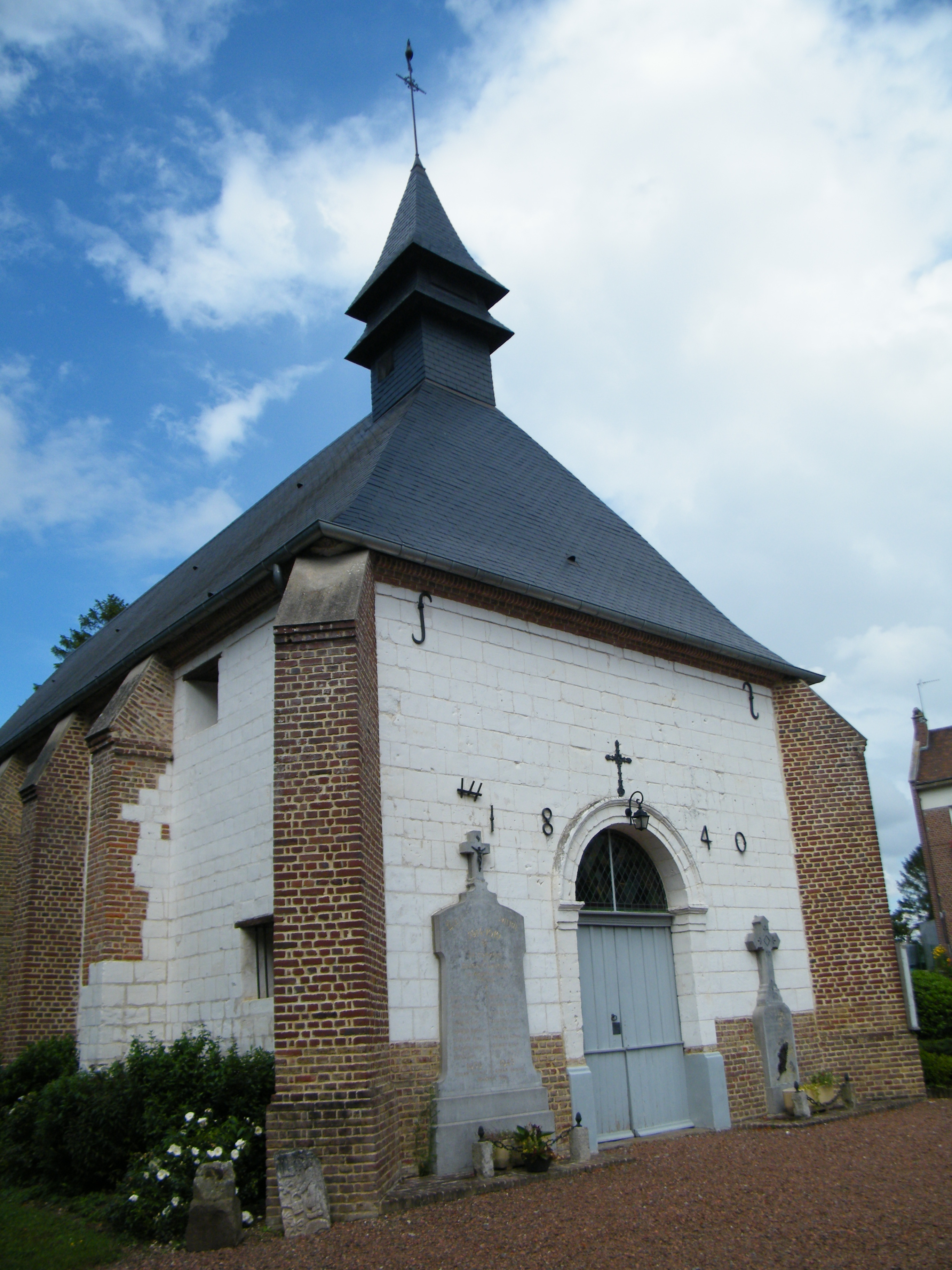
Saint-Maclou.
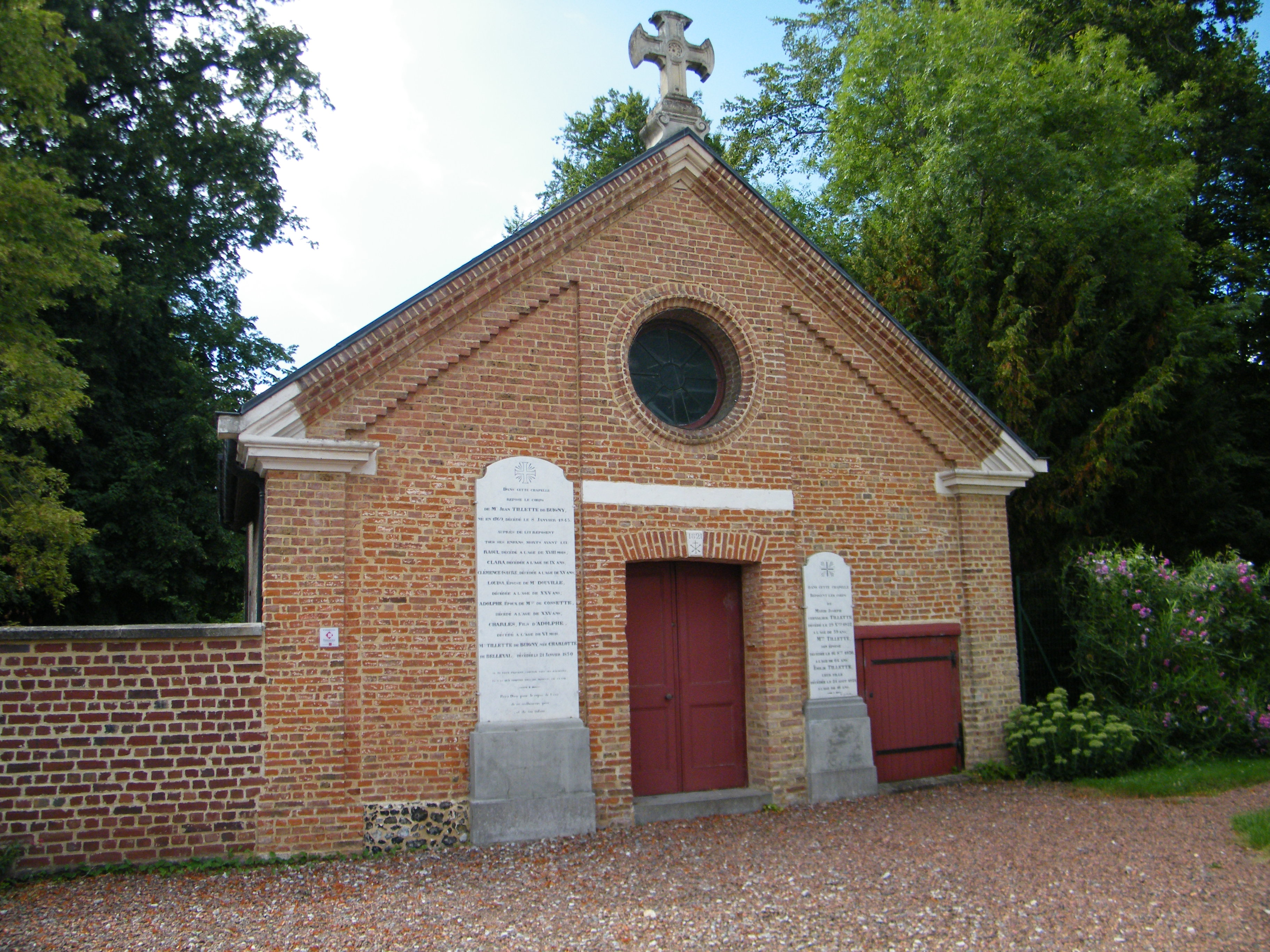
kapelle.
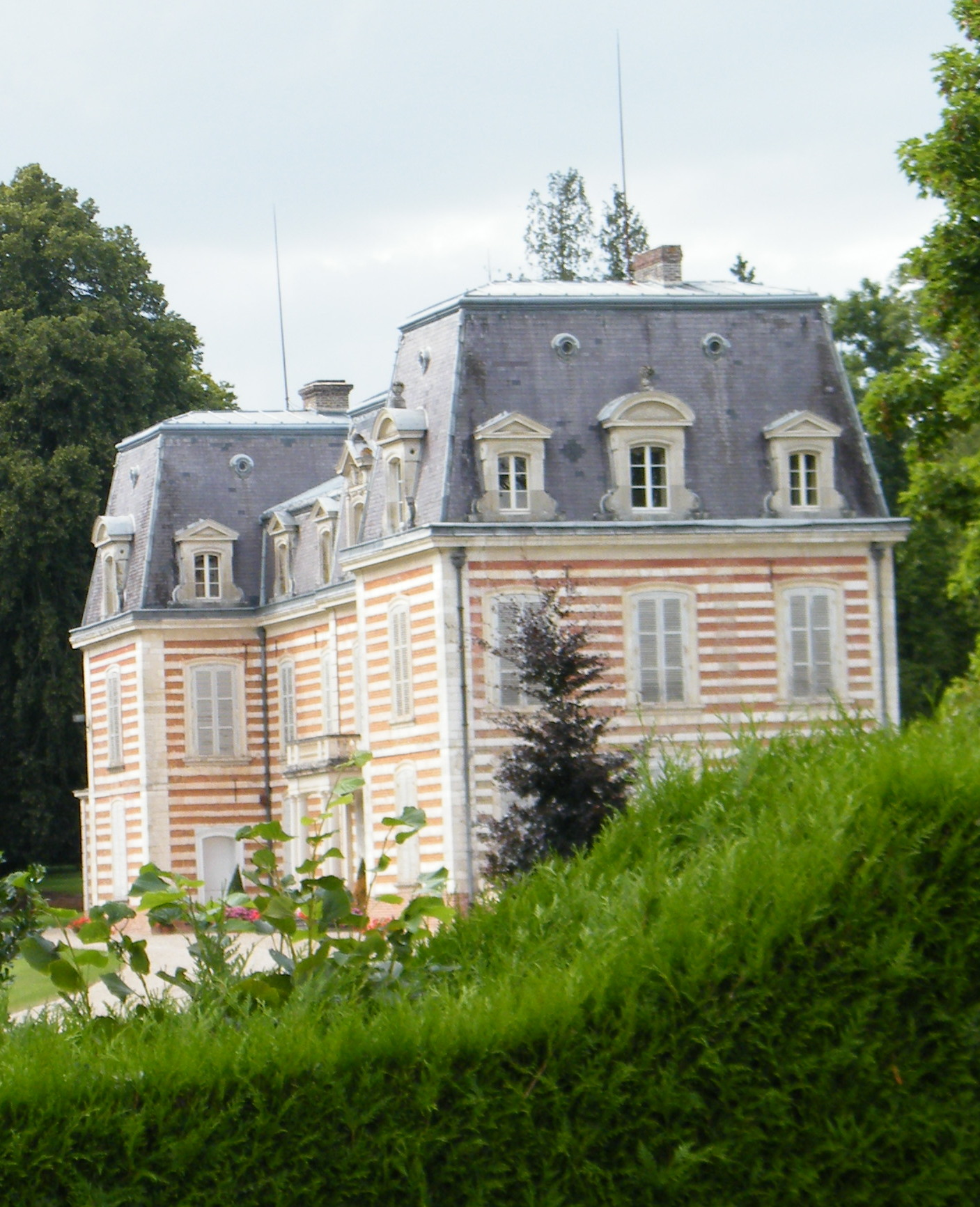
Château.
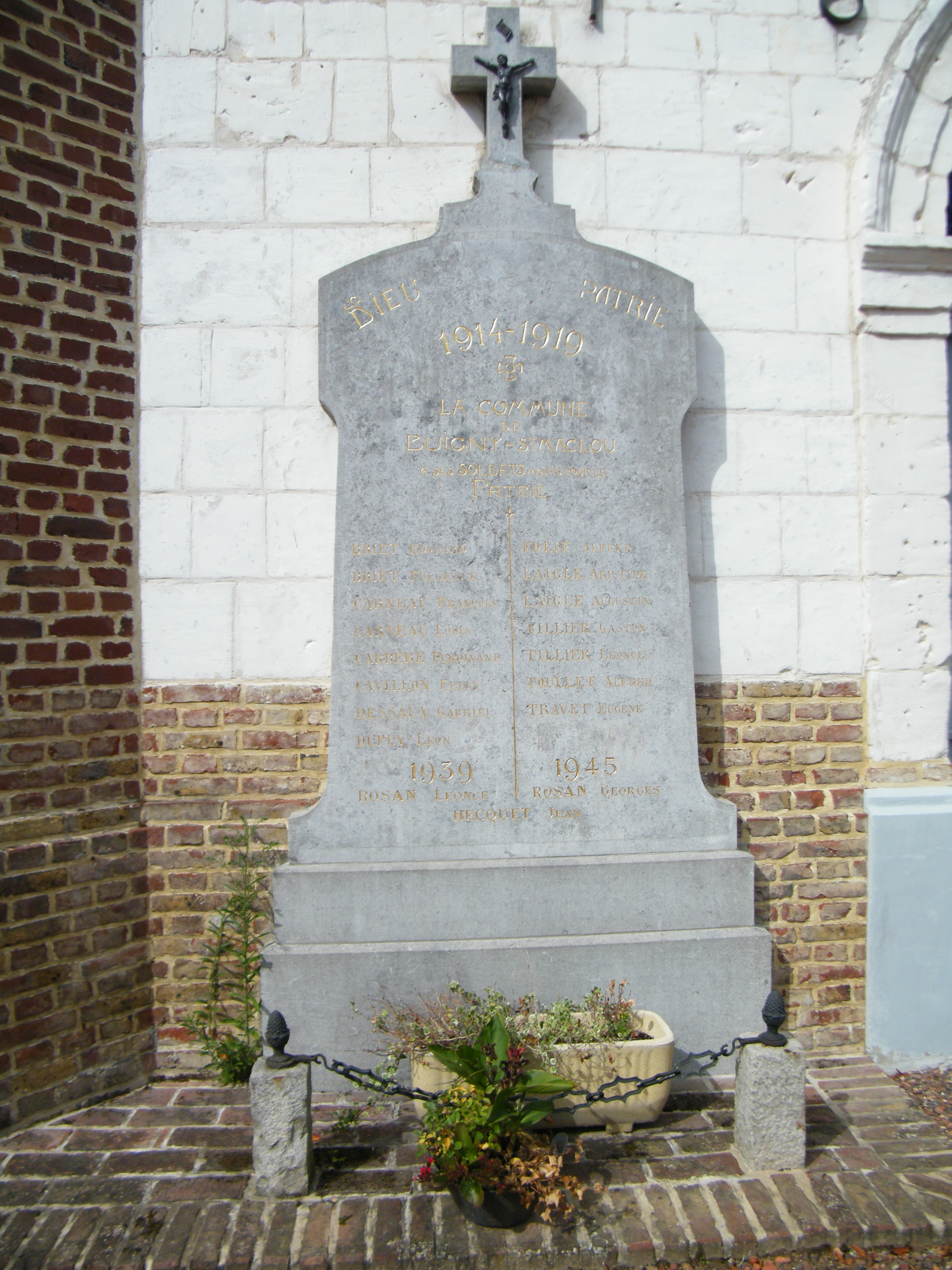
1914-1918 und 1939-1945.
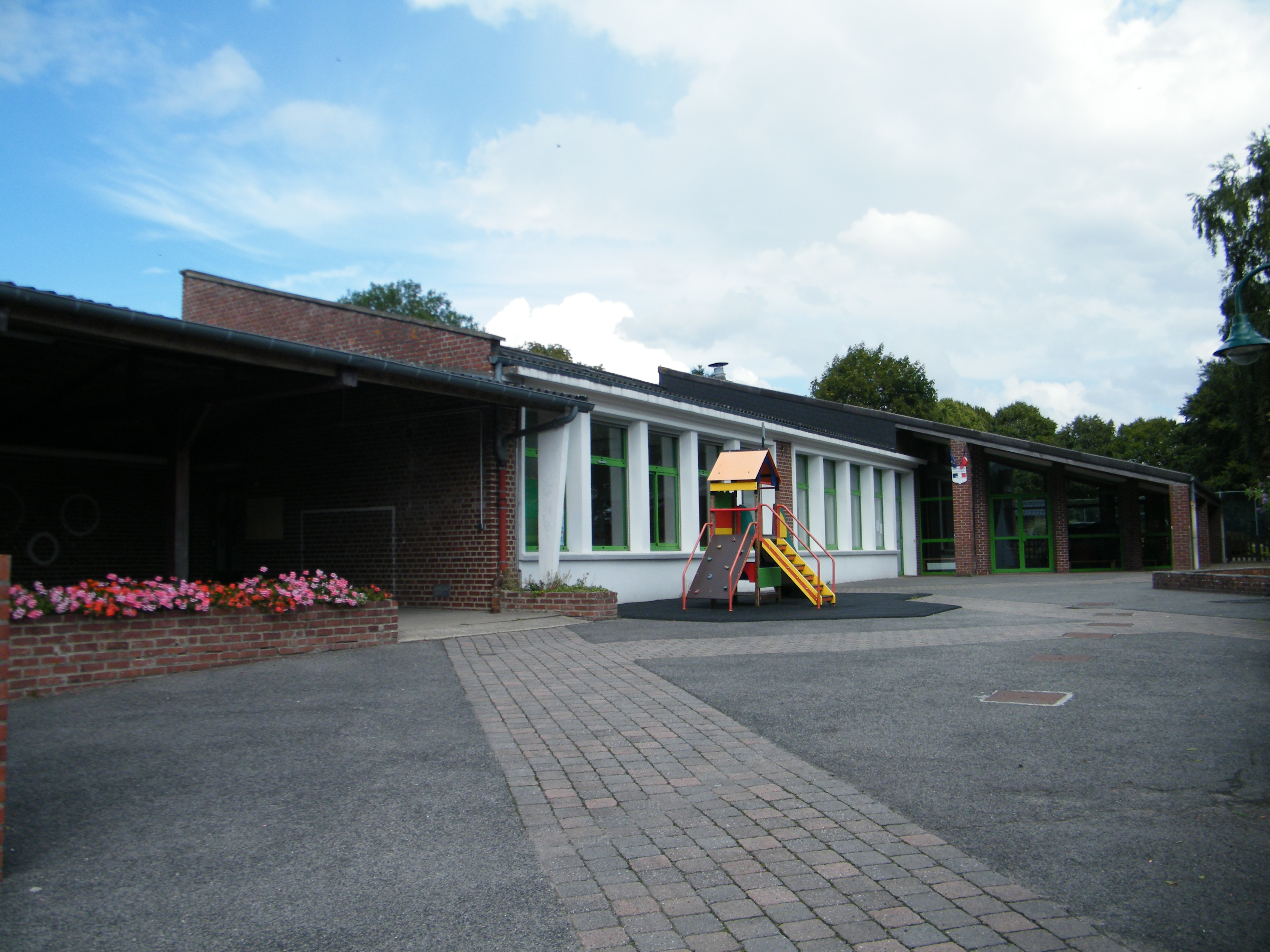
Scola.